# Pistorf
Pistorf è una frazione di 1 402 abitanti del comune austriaco di Gleinstätten, nel distretto di Leibnitz (Stiria). Già comune autonomo, il 1º gennaio 2015 è stato aggregato a Gleinstätten.